# لورانس أ. كونينغهام
لورانس أ. كونينغهام (بالإنجليزية: Lawrence A. Cunningham)‏ هو مؤلف وكاتب وأستاذ جامعي أمريكي، ولد في 10 يوليو 1962.